# Stefanie
Stefanie (in lingua originale Für alle Fälle Stefanie) è una soap opera tedesca trasmessa per la prima volta nel corso di 9 stagioni dal 1995 al 2004. È incentrata sulle vicende professionali e familiari dell'infermiera di Amburgo Stefanie Engel, che svolge il suo lavoro presso la clinica Luisen. 
Dopo che Stefanie Engel avrà abbandonato Amburgo con il figlio per sposarsi, verrà sostituita alla clinica da un'altra infermiera di nome Stefanie: Stefanie Wilde, che diverrà la protagonista della serie.

## Personaggi e interpreti
- Stefanie Engel, interpretato da Kathrin Waligura.
- Klara Junge, interpretato da Walfriede Schmitt.
- Dottor Johannes Stein, interpretato da Christoph Schobesberger.
- Schwester Elke Richards, interpretato da Ulrike Mai.
- Dottor Markus Meier-Liszt, interpretato da David C. Bunners.
- Prof. Günther, interpretato da Klaus Mikoleit.
- Stephanie Wilde, interpretato da Claudia Schmutzler.
- Dottor Berger, interpretato da Constanze Roeder.
- Alexander Engel, interpretato da Nicolás Artajo-Kwasniewski.
- Olaf Zehler, interpretato da Bernd-Uwe Reppenhagen.
- Dottor Nerlinger, interpretato da Herbert Trattnigg.

## Produzione
Il serial fu prodotto da Sat.1 e girato ad Amburgo in California. Le musiche furono composte da Günther Fischer.

### Registi
Tra i registi sono accreditati:
- Gunter Friedrich in 7 episodi (1997-1998)
- Klaus Gendries in 5 episodi (1995-1997)
- Christa Mühl in 5 episodi (1996-1999)
- Sabine Landgraeber in 4 episodi (1998-2000)
- Manfred Mosblech in 3 episodi (1999-2000)
- Vera Loebner in 2 episodi (1998)
- Karin Hercher in 2 episodi (1999)
- Gunter Krää in 2 episodi (2002-2003)
- Dieter Laske in 2 episodi (2002-2003)
- Matthias Gohlke
- Michael Knof
- Werner Masten

### Sceneggiatori
Tra gli sceneggiatori sono accreditati:
- Ingrid Föhr in 6 episodi (1997-2000)
- Werner Lüder in 4 episodi (1997-2000)
- Ben Wohle in 3 episodi (1997-2000)
- Friedemann Schreiter in 3 episodi (1998-2000)
- Dorothea Bahr in 2 episodi (1995-1997)
- Nicole Walter-Lingen in 2 episodi (1998-2003)
- Andreas Püschel in 2 episodi (1999-2002)
- Thomas Steinke in 2 episodi (1999-2002)
- Scarlett Kleint in 2 episodi (2000-2002)
- Joachim Friedmann in 2 episodi (2003-2004)

## Distribuzione
La serie fu trasmessa in Germania dal 15 maggio 1995 al 2004 sulla rete televisiva Sat.1. In Italia è stata trasmessa su Canale 5 e Rete 4 con il titolo Stefanie.
Nel 2012 viene trasmessa dal canale satellitare Sat2000 con il titolo Stefanie, un angelo in corsia.